# POSTelecom
POSTelecom a fost o companie românească înființată în 2003 cu scopul de a deveni un furnizor alternativ al Romtelecom pentru serviciile de telefonie fixă din România.
Acționarii companiei erau Poșta Română - 80%, Grupul Industrial Român (GIR) - 10%, Banca Comercială Română (BCR) - 5%, SIF Oltenia și SIF Banat-Crișana, fiecare cu câte 2,5%.
Încă de la început, POSTelecom a fost gândită ca o modalitate pentru China pentru a intra pe piața de telecomunicații din Europa.
La data de 30 iulie 2003, s-a semnat contractul de livrare de echipamente dintre POSTelecom și compania chineză ZTE, în valoare de 94 de milioane dolari.
Banii urmau să vină de la Banca de Export-Import a Chinei, care trebuia să contribuie cu aproximativ 130 milioane dolari la proiectul de constructie a rețelei de telecomunicații.
Deoarece banca nu a primit garanții de stat, finanțarea a întârziat, iar proiectul POSTelecom a stagnat.
În martie 2006, Banca Comercială Română, Grupul Industrial Român, SIF Oltenia și SIF Banat-Crișana au ieșit din acționariatul POSTelecom.
În martie 2007, Poșta Română a vândut participația de 80% pentru 5 milioane de euro către Tactical Network, un fond ceh de investiții susținut de compania chineză ZTE.